# Азид рубидия
Азид рубидия — неорганическое соединение,
соль рубидия и азотистоводородной кислоты
с формулой RbN3,
светло-жёлтые кристаллы,
растворяется в воде.

## Получение
- Обменная реакция азида бария и сульфата рубидия:

{\displaystyle {\mathsf {Rb_{2}SO_{4}+Ba(N_{3})_{2}\ {\xrightarrow {}}\ 2RbN_{3}+BaSO_{4}\downarrow }}}
- Реакция амида рубидия и закиси азота:

{\displaystyle {\mathsf {RbNH_{2}+N_{2}O\ {\xrightarrow {}}\ RbN_{3}+H_{2}O}}}

## Физические свойства
Азид рубидия образует светло-жёлтые кристаллы
тетрагональной сингонии,
пространственная группа I 4/mcm,
параметры ячейки a = 0,636 нм, c = 0,741 нм, Z = 3,8.
При нагревании происходит переход в фазу 
кубической сингонии,
параметры ячейки a = 0,435 нм, Z = 1 .
При ударе не взрывается.
Растворяется в воде, 
слабо растворяется в этаноле,
не растворяется в эфире.

## Химические свойства
- Разлагается при нагревании в вакууме:

{\displaystyle {\mathsf {2RbN_{3}\ {\xrightarrow {395^{o}C}}\ Rb+3N_{2}}}}